# Polari
Le polari (de l’italien : parlare, aussi orthographié palarie, palare ou parlary) est un argot ou un sociolecte parlé en Angleterre par des populations diverses généralement en marge de la société : hommes et femmes de spectacle, marins, homosexuels, etc.

## Histoire
Le polari serait apparu vers le XVIIIe ou XIXe siècle, importé par des populations itinérantes européennes. L’argot des cirques itinérants est alors connu sous le nom de Parlyaree, dont le nom polari pourrait dériver ; certains linguistes distinguent cependant le parlyaree (des gens du cirque et du spectacle et potentiellement précurseur) du polari (parlé par les homosexuels). Les deux dialectes partagent toutefois le même système numéral.
Au XVIIIe siècle, le polari est parlé dans les pubs et sur les docks de Londres, et utilisé par les marins à bord ; il est également attesté au XIXe siècle à West End, le quartier londonien des théâtres et du divertissement. Dans les années 1950 et 1960, il est employé en Angleterre par les populations homosexuelles pour s’identifier, en utilisant des mots de polari épars au fil des conversations, ou pour discuter de façon dissimulée. Le grand public découvre le polari dans les années 1960 avec les personnages de Julian et Sandy (interprétés par Kenneth Williams et Hugh Paddick) de la série Round the Horne de la BBC.
Son utilisation décline à partir de 1970, avec la décriminalisation de l’homosexualité en 1967 (Sexual Offences Act 1967), le besoin de discrétion des homosexuels devenant moins fort, tandis que le polari est jugé stéréotypé en tant que partie intégrante du camp. Les marins continuent à l’utiliser jusque dans les années 1980.
Le polari est peu utilisé depuis ; mais il a connu quelques initiatives de recherche et de sauvegarde dans les années 2010, comme en 2012 Polari Mission, un projet de dictionnaire et de cours, et une traduction de la Bible ; ou le court-métrage Putting on the Dish de Brian Fairbairn et Karl Eccleston, sorti en 2015 et dont les dialogues sont exclusivement en polari,. En 2016, la chanson Girl loves me de David Bowie (sur l’album Blackstar) comporte aussi des paroles en polari ; en 2017 est organisé à Cambridge dans le cadre du mois de l’histoire LGBT un service religieux en Polari ; l’église anglicane publie ensuite un communiqué réprouvant l’initiative.

## Influences et construction
Le polari ne dispose pas de grammaire propre, et se compose plutôt d’un vocabulaire de mots d’emprunt dotés de nouveaux sens. Ces termes proviennent notamment du Yiddish ou du cockney, de la Lingua Franca, ainsi que des lexiques de l’armée de l’air américaine ou des consommateurs de drogue. D’autres mots sont apparus en prenant en compte des jeux de rythmes et de rimes (comme pour le cockney), ou en inversant des syllabes.